# Scroggie Creek
Scroggie Creek är ett vattendrag i Kanada.   Det ligger i territoriet Yukon, i den västra delen av landet, 4 300 km väster om huvudstaden Ottawa.
I omgivningarna runt Scroggie Creek växer i huvudsak barrskog. Trakten runt Scroggie Creek är nära nog obefolkad, med mindre än två invånare per kvadratkilometer.